# Luchthaven Makokou
Luchthaven Makoukou (IATA: MKU, ICAO: FOOK) is een luchthaven in Makokou, Gabon.
Het heeft een reguliere lijndienst (Luchthaven Libreville Internationaal).